# Stefan Wesołowski (lekarz)
Stefan Jacenty Wesołowski (ur. 16 sierpnia 1908 w Kamienicy, zm. 26 grudnia 2009 w Warszawie) – polski lekarz (prof.), chirurg-urolog, autor publikacji specjalistycznych i pamiętnikarskich.
Stefan Wesołowski był promotorem kilkudziesięciu doktoratów i habilitacji, a także członkiem rzeczywistym lub honorowym wielu krajowych i zagranicznych towarzystw naukowych.
Część jego zbiorów i pamiątek znajduje się w archiwum Głównej Biblioteki Lekarskiej w Warszawie.

## Życiorys

### Dzieciństwo i edukacja
Urodził się w rodzinie Stanisława (1867–1934), rolnika i rymarza, i Wandy z Napiórkowskich (1871–1960). Uczył się w szkole elementarnej w Szczytnie, Gimnazjum Polskiej Macierzy Szkolnej w Płońsku (do 1922) i Gimnazjum Państwowym im. Stanisława Konarskiego w Dubnie na Wołyniu (od 1923).
Po uzyskaniu matury (1927) został stypendystą starosty dubieńskiego, co umożliwiło mu studia na Wydziale Lekarskim Uniwersytetu Warszawskiego (1927–1933; dyplom lekarza medycyny 30 czerwca 1933 r.). W czasie studiów był działaczem Koła Medyków Stowarzyszenia Samopomocowego, m.in. kierował tam Sekcją Towarzyską i Artystyczną, organizując „Szopkę Medyczną”, z której dochód przeznaczony został na budowę oddanego do użytku w 1936 Domu Medyków im. Józefa Piłsudskiego (mieszczącego się w Warszawie przy ul. Oczki 7). Od września 1934 do marca 1935 odbywał służbę wojskową w Szkole Podchorążych Sanitarnych Rezerwy w Warszawie. Od 1936 do 1942 był asystentem i starszym asystentem oddziału Szpitala św. Łazarza (przy ul. Książęcej 2, pod kierunkiem dr. Wacława Lilpopa).
8 grudnia 1937 poślubił Zofię Flaszyńską (ur. 30 stycznia 1911 w Warszawie, zm. 2 grudnia 1993 tamże).
9 grudnia 1938 uzyskał stopień doktora nauk medycznych (praca doktorska pt. Znieczulenie nadoponowe w urologii; druk: „Polski Przegląd Chirurgiczny”, zeszyt XII / 1938).

### II wojna światowa
Po wybuchu II wojny światowej brał udział w kampanii wrześniowej 1939 w stopniu podporucznika-lekarza (był m.in. chirurgiem w szpitalach w Toruniu, Żychlinie, Dobrzelinie i Sochaczewie).
16 marca 1941 w Warszawie urodziła się jego córka Anna Wesołowska (obecnie Wesołowska-Szegidewicz, m.in. późniejsza aktorka teatralna i filmowa), a 27 września 1943 – syn Stanisław.
Działał w konspiracji. Od 1943 pracował jako asystent na oddziale chirurgii Szpitala Wolskiego w Warszawie przy ul. Płockiej 26, pod kierunkiem dr. Leona Manteuffla-Szoegego. Podczas powstania warszawskiego, 5 sierpnia 1944, hitlerowcy rozstrzelali znajdujących się w placówce lekarzy, a pozostały personel medyczny i pacjentów na rogu ul. Górczewskiej i Zagłoby w miejscu masowej egzekucji ludności Woli (gdzie rozstrzelano w sumie ok. 12 000 osób). Uratowało się jedynie trzech lekarzy: Leon Manteuffel-Szoege, Stefan Wesołowski i Zbigniew Woźniewski.
Do końca powstania warszawskiego Stefan Wesołowski pracował w Szpitalu Zakaźnym przy ul. Wolskiej 37, a po kapitulacji powstania ewakuował się do Piotrkowa Trybunalskiego, gdzie był asystentem Oddziału Chirurgicznego Szpitala Miejskiego św. Trójcy. Od 1 czerwca 1945 podjął pracę ponownie w Szpitalu Wolskim w Warszawie.

### Okres powojenny

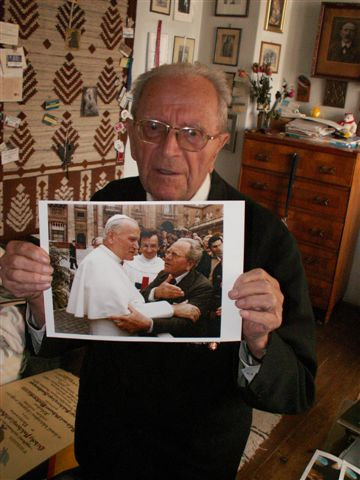
Prof. Stefan Wesołowski z fotografią przedstawiającą spotkanie z Janem Pawłem II; Warszawa 26 sierpnia 2008

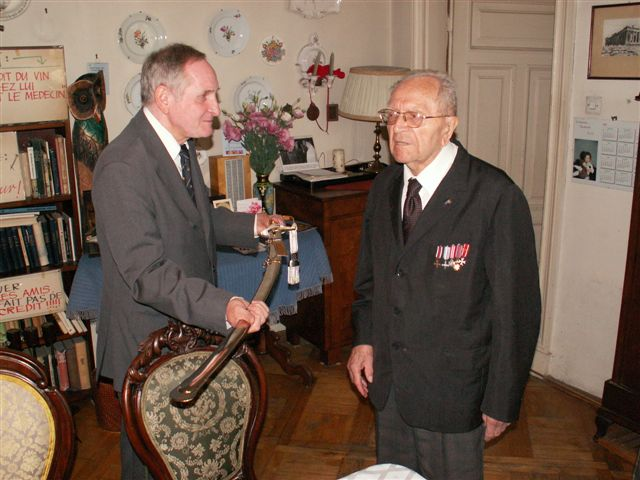
Prof. Stefan Wesołowski otrzymuje z okazji 100-lecia urodzin pamiątkową szablę od Kierownika Urzędu do Spraw Kombatantów i Osób Represjonowanych Janusza Krupskiego, Warszawa 26 sierpnia 2008

Od 1947 był sekretarzem Komitetu Organizacyjnego Polskiego Towarzystwa Urologicznego (od 1949 r. sekretarzem Towarzystwa, a w latach 1960–1962 – jego prezesem). W latach 1948–1950 był adiunktem organizującej się Kliniki Urologii Wydziału Lekarskiego UW. Od 1950 do 1953 pełnił funkcję zastępcy ordynatora oddziału urologicznego w Szpitalu Miejskim nr 1 w Warszawie-Czystem. Od 1951 do 1962 był ordynatorem Oddziału Urologii Szpitala Wolskiego (utworzonego jako jeden z pierwszych w Polsce; obecnie Instytut Gruźlicy). W 1951 otrzymał ponadto habilitację (przewód habilitacyjny pt. Zagadnienie odprowadzania moczu), objął też funkcję Specjalisty Krajowego Ministerstwa Zdrowia w zakresie urologii (do 1974). W 1954 został mianowany profesorem nadzwyczajnym, objął też funkcję kierownika Kliniki Urologicznej Akademii Medycznej przy ul. Oczki 6 (do 1978). Jego pacjentami byli m.in. kard. Stefan Wyszyński, Jarosław Iwaszkiewicz, Tadeusz Breza, Stefan Wiechecki „Wiech” czy Mieczysław Fogg. Był inicjatorem budowy samodzielnej Kliniki Urologicznej, powstałej w 1970 r. na terenie warszawskiego Szpitala im. Dzieciątka Jezus. W 1976 został mianowany profesorem zwyczajnym. W 1980 wyjechał do Libii, gdzie pracował jako profesor Wydziału Lekarskiego University of Garyounis w Benghazi. Był także urologiem szpitala w Sirte. W 1985 powrócił do Polski, pracował jako urolog w szpitalu w Świdrze. Od 1 stycznia 1986 do maja 1992 pracował jako urolog w Wojewódzkim Szpitalu Zespolonym w Ciechanowie (2 września 1998 jego imieniem nazwano Oddział Urologii tej placówki, z tej okazji wmurowana została tam również tablica pamiątkowa). Pracę w zawodzie lekarza zakończył ostatecznie w 1992.
16 sierpnia 2008 obchodził 100-lecie urodzin, otrzymując m.in. listy gratulacyjne od prezydenta RP Lecha Kaczyńskiego i premiera Donalda Tuska oraz pamiątkową szablę od kierownika Urzędu do Spraw Kombatantów i Osób Represjonowanych Janusza Krupskiego.
Zmarł po krótkiej chorobie w swoim domu w Warszawie przy ulicy Pięknej.

## Publikacje
Jest autorem ponad 550 publikacji z zakresu medycyny, zamieszczanych w czasopismach i periodykach fachowych (m.in. „Służba Zdrowia”, „Polski Przegląd Chirurgiczny”, „Polski Tygodnik Lekarski”). Współredagował i publikował w czasopiśmie „Urologia Polska” (1954–1958).
Ogłaszał także artykuły dotyczące lat II wojny światowej (m.in. w „Polityce”, „Stolicy”, „Życiu Warszawy”, „Za i Przeciw”). Jest także autorem wspomnień (wyd. 2003; wznowienie w 2006 r.), ich kolejny tom pt. Lata dojrzałe jest przygotowywany do druku.
Wybrane publikacje:
- Podręcznik urologii [t. I/II] (współautor; praca zbiorowa; 1960)
- Chirurg i wojna, [w:] Pamiętniki chirurgów (praca zbiorowa; przedmowa Maciej Iłowiecki; Spółdzielnia Wydawnicza „Czytelnik” 1972, 1974)
- Urazy moczowodów (Państwowy Zakład Wydawnictw Lekarskich 1980, ISBN 83-200-0306-7)
- Wspomnienia (Polskie Towarzystwo Urologiczne 2003, ISBN 83-912110-1-0; wydanie 2 rozszerzone pt. Od kabaretu do skalpela i lazaretu; rysunki Sławomir Szpakowski; AWES 2006, ISBN 83-920829-5-8)
- Lata dojrzałe (ciąg dalszy wspomnień; AWES 2008; w przygotowaniu)

Inne prace redakcyjne:
- Zbigniew Woźniewski, Książka raportów lekarza dyżurnego. Szpital Wolski w okresie Powstania Warszawskiego (autor przedmowy; oprac. Maria Gepner-Woźniewska; Państwowy Instytut Wydawniczy 1974)

## Członkostwo w towarzystwach naukowych
Był członkiem:
- Towarzystwa Chirurgów Polskich (od 1936, sekretarzem Oddziału Warszawskiego 1947–1949, członkiem honorowym od 1983)
- Société Internationale d’Urologie (od 1947)
- Polskiego Towarzystwa Urologicznego (od 1949 r.; sekretarzem 1949–1954, wiceprezesem 1956–1958, przewodniczącym Oddziału Warszawskiego 1959–1960, prezesem 1960–1962, członkiem honorowym od 1974)
- Deutsche Gesselschaft fűr Urologie (członkiem korespondentem, od 1955)
- L’Association Française d’ Urologie (członkiem korespondentem, od 1956)
- La Societé Française d’ Urologie (od 1956)
- Associé Étranger de l’Académie de Chirurgie (Paryż, od 1961)
- The Royal Society of Medicin (Londyn, od 1964)
- Węgierskiego Towarzystwa Urologicznego (od 1968)
- British Association of Urological Surgeons (od 1972)
- European Association of Urology (od 1973)
- Società Italiana di Urologia (od 1977)
- Czechosłowackiego Towarzystwa Urologicznego (od 1978)
- Polskiego Towarzystwa Chirurgów Dziecięcych (od 1980)
- Towarzystwa Chirurgów Dziecięcych (od 1983)

## Ordery i odznaczenia
- Krzyż Wielki Orderu Odrodzenia Polski (3 maja 2001)[2]
- Krzyż Komandorski z Gwiazdą Orderu Odrodzenia Polski (1974)
- Krzyż Oficerski Orderu Odrodzenia Polski (1964)
- Krzyż Kawalerski Orderu Odrodzenia Polski (1956)
- Krzyż Walecznych (dwukrotnie)
- Złoty Krzyż Zasługi z Mieczami (1946)
- Medal „Za udział w wojnie obronnej 1939”
- Warszawski Krzyż Powstańczy (1982)
- Krzyż Armii Krajowej
- Medal 10-lecia Polski Ludowej (13 stycznia 1955)[3]
- Odznaka tytułu honorowego „Zasłużony Lekarz PRL” (1984)
- Odznaka „Za wzorową pracę w służbie zdrowia” (1955)
- Złota Odznaka honorowa „Za Zasługi dla Warszawy”
- Medal 60-lecia Instytutu Higieny (1978)
- Medal „Gloria Medicinae” (1990)
- Medal IV wieki stołeczności Warszawy (1998)
- Brązowa Odznaka Batalionu „Parasol”
- Odznaka „Za zasługi dla woj. ciechanowskiego”
- Odznaczenie „Laudabilis” (przyznane w 2005 przez Okręgową Radę Lekarską w Warszawie)

## Nagrody i wyróżnienia
- Nagroda Szpitala św. Łazarza w Warszawie (1938, za pracę pt. Znieczulenie nadoponowe w urologii)
- Nagroda Towarzystwa Chirurgów Polskich (1951, za pracę doświadczalną pt. Oddawanie moczu)
- Nagroda Instytutu Gruźlicy (1958, za pracę z dziedziny gruźlicy narządów moczowo-płciowych)
- Nagroda Rektora Akademii Medycznej w Warszawie (dwukrotnie, 1962 i 1966)
- Nagroda Fundacji Jurzykowskiego (1969)
- III nagroda tygodnika „Polityka” (1969, za pracę na konkurs „Pamiętniki chirurgów”)
- Nagroda Akademii Medycznej w Warszawie (1970, za pracę pt. Bilateral Ureteral Injuries)
- Nagroda I Stopnia Ministra Zdrowia (1971, za pracę z dziedziny chirurgii reperacyjnej narządu moczowego)
- Dyplom i medal pamiątkowy „Za Pracę Społeczną dla m. Opola” (1973)
- Dyplom uznania od ministra zdrowia za pracę Specjalisty Krajowego w Urologii w latach 1951–1974
- Doktor honoris causa Akademii Medycznej we Wrocławiu (1978)
- Honorowy Obywatel Płońska (1979)
- Nagroda European Association of Urology (1980)
- Dyplom i medal pamiątkowy „Za Zasługi dla Radomia” (1998)